# Echinochalina bargibanti
Echinochalina bargibanti är en svampdjursart som beskrevs av Hooper och Claude Lévi 1993. Echinochalina bargibanti ingår i släktet Echinochalina och familjen Microcionidae. Inga underarter finns listade i Catalogue of Life.